# Luziânia
Luziânia é um município brasileiro do estado de Goiás. É o sexto município mais populoso do estado, com uma população recenseada em 2022 de 209 129 habitantes, ficando atrás apenas da capital Goiânia, e dos municípios de Aparecida de Goiânia, Anápolis, Rio Verde e Águas Lindas de Goiás. No entanto, é pertencente também a região do entorno do Distrito Federal, em razão de sua proximidade com a capital federal (58 km). É o segundo município mais populoso da região do entorno do Distrito Federal e de todo o leste do estado. É também um dos maiores municípios do estado por extensão de área com 3.961,100 km². Luziânia é uma das cidades mais antigas de Goiás, fundada em 13 de dezembro de 1746. De Luziânia surgiram outros municípios do estado: Cristalina, Padre Bernardo, Santo Antônio do Descoberto, Valparaíso de Goiás, Novo Gama e Cidade Ocidental.
Luziânia situa-se ao sul de Brasília, numa distância de 58 quilômetros da capital federal, tendo como principal acesso a BR-040, a mesma rota que liga Brasília a Belo Horizonte e ao Rio de Janeiro. Localiza-se a 196 km de Goiânia, capital estadual sendo conectada pela GO-010. O município de Luziânia possui dois núcleos urbanos (centro de Luziânia e seus arredores e o distrito do Jardim Ingá e seus arredores).

## Topônimo
Seu nome é uma homenagem à santa padroeira do município, Luzia, a quem foi erguido um cruzeiro em 1746. O município, que era chamado de "Santa Luzia", passou se chamar "Luziânia", conforme o decreto estadual nº 8.305, de 31 de dezembro de 1943.

## História

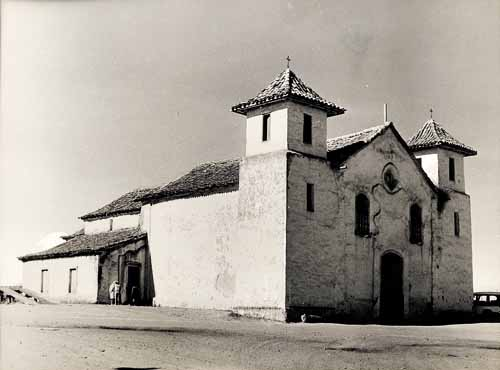
Igreja de Nossa Senhora do Rosário.

No Período Colonial do Brasil (em meados do Século XVIII), diversos bandeirantes paulistas saíram de São Paulo para explorar as terras distantes do litoral. Foi quando descobriram abundantes lavras na região que hoje corresponde ao estado de Goiás. Houve descobertas de ouro em diversas regiões.

### Descoberta de ouro e o povoado de "Santa Luzia"
À procura de novas minas de ouro, o bandeirante paulista Antônio Bueno de Azevedo partiu de Paracatu. seguindo para noroeste até se aproximar do Rio São Bartolomeu. Após três meses, seguiu para o oeste e alcançou as margens do Rio Vermelho.  Em 13 de dezembro de 1746, enquanto descansava sentado às margens de um córrego, notou que no leito do rio havia pepitas de ouro. No dia seguinte ergueu festivamente um cruzeiro e dedicou as minas e o futuro povoado a Santa Luzia. As minas atraíram tanta gente que em menos de um ano o arraial contava com mais de 10.000 pessoas.
A primeira missa foi celebrada em 1746, pelo padre Luiz da Gama Mendonça e assistida por mais de 6.000 garimpeiros. Elevada à categoria de Comarca Eclesiástica em 6 de dezembro de 1758, seu primeiro vigário foi o padre Domingos Ramos.
Em abril de 1758 iniciou-se a construção de um rego, denominado Saia Velha, para facilitar a garimpagem. O rego tinha 42 quilômetros de extensão e foi feito em dois anos por milhares de escravos negros.
O primeiro núcleo de povoamento já era chamado de Arraial de Santa Luzia em fins do século XVIII.
No final do século XVIII, a mineração começou a declinar e muitas famílias se transferiram para a zona rural, dedicando-se à lavoura e à criação de gado.
Em Luziânia também foi executado o último homem livre do Brasil antes da abolição da pena de morte. José Pereira da Silva foi enforcado na chácara São Caetano na "Forca da Mangueira", então vila de Santa Luzia, em 30 de outubro de 1861.

#### Mudança de nome para "Luziânia"
O arraial foi elevado à categoria de vila no dia primeiro de abril de 1833 e à de cidade em 5 de outubro de 1867. Contudo, foi somente a partir de 31 de dezembro de 1943 que passou a se denominar "Luziânia" quando foi criado o  decreto-lei estadual nº 8305, de 31 de dezembro de 1943.

### Década de 1960 e construção de Brasília
Desde sua fundação, no século XVIII, até 1960, data da inauguração de Brasília, Luziânia não teve grandes marcos. A transferência da capital trouxe um surto de desenvolvimento, beneficiado pela BR-040 e BR-050. Para o rápido crescimento populacional, concorreu a legislação do uso do solo do Distrito Federal, definindo previamente as áreas para expansão urbana, além da especulação imobiliária, levando parte da população da nova Capital a procurar alternativas de localização.

## Construções remanescentes
A Igreja Nossa Senhora do Rosário, remanescente do século XVIII, guarda imagens de madeira daquela época e sinos de bronze. O Morro da Canastra, o Palácio das Andorinhas e a Cachoeira de Saia Velha são atrações do turismo ecológico de Luziânia.

## Municípios que se desvincularam de Luziânia
A seguir todos os municípios que se separaram diretamente de Luziânia ao longo da história, devido a crescimentos populacionais, necessidade de uma melhor administração e uma própria indentidade.
| Município                   | Emancipação           | Lei                   | Notas |
| --------------------------- | --------------------- | --------------------- | --- |
| Cristalina                  | 18 de julho de 1916   | Lei Estadual nº533    | O município mais antigo a se desmembrar de Luziânia na época ainda conhecida como Santa Luzia.                           |
| Padre Bernardo              | 7 de dezembro de 1963 | Lei Estadual nº4.797  | |
| Santo Antônio do Descoberto | 14 de maio de 1982    | Lei Estadual nº9.167  | Após o município se desmembrar, tempo depois em 1995 se emancipou outro município a partir deste, Águas Lindas de Goiás. |
| Cidade Ocidental            | 9 de dezembro de 1990 | Lei Estadual nº11.403 | |
| Valparaíso de Goiás         | 15 de junho de 1995   | Lei Estadual nº12.667 | |
| Novo Gama                   | 19 de julho de 1995   | Lei Estadual nº12.680 | Possui este nome para diferir do Gama localizado no DF.                                                                  |

## Demografia
Segundo estimativa do IBGE, de 31 de agosto de 2014, a população de Luziânia é de 191.139 habitantes. Em termos demográficos, é uma das maiores cidades do estado de Goiás e a maior do Leste Goiano, embora venha indicando estagnação ou mesmo decréscimo sutil de sua população, especialmente a partir de 2005/2006. O fenômeno da diminuição populacional é de ordem socioeconômica, sendo percebido, nos últimos anos, em diversas regiões do Brasil. Fator preponderante desse declínio demográfico deve-se sobretudo ao maior acesso à informação por parte da população brasileira.
O município de Luziânia possui dois aglomerados urbanos principais, os quais são a própria cidade e seu centro, além de setores e bairros periféricos (que se estendem ao longo da margem da BR-040) e o distrito do Jardim Ingá, localizado no norte da cidade, com uma população de quase 100 mil habitantes, fazendo do distrito o quarto maior do estado. O Jardim Ingá é dividido em 35 bairros. A maioria da população residente do distrito trabalha no Distrito Federal.

## Localização
A cidade de Luziânia está localizada no estado de Goiás, região Centro-Oeste do Brasil. Fica a 196 km de Goiânia e aproximadamente 58 km de Brasília. A cidade mais  próxima é Valparaíso de Goiás (25 km).
| cidade         | UF | distância | orientação  | principal via de ligação |
| -------------- | -- | --------- | ----------- | ------------------------ |
| Brasília       | DF | 59 km     | ao norte    | BR-040                   |
| Goiânia        | GO | 196 km    | ao sudoeste | GO-010                   |
| Belo Horizonte | MG | 678 km    | ao sudeste  | BR-040                   |
| São Paulo      | SP | 950 km    | ao sul      | BR-050                   |
| Rio de Janeiro | RJ | 1.109 km  | ao sudeste  | BR-040                   |

## Economia
Luziânia tem o PIB de aproximadamente R$ 2 bilhões, de acordo com os dados do IBGE em 2012, sendo assim a 9ª maior economia do estado de Goiás.
Em 2005, foi implantado em Luziânia o Programa de Desenvolvimento Econômico de Arranjo Produtivo Local (APL) de Fruticultura. Neste município, o programa APL está promovendo assessoria técnica e tecnológica em 91 propriedades locais rurais e 120 pessoas participaram de cursos de informática básica, que faz parte de um trabalho de inclusão digital junto aos filhos dos agricultores.
Além disso, o programa APL promoveu um plano de desenvolvimento sustentável para Luziânia e região e um estudo de pré-viabilidade econômica da plataforma comercial de fruticultura para o município.Uma visita técnica com 33 produtores rurais ao APL de fruticultura irrigada de Juazeiro e Petrolina também foi realizada.
O programa APL é uma iniciativa do Ministério da Integração Nacional, em parceria com a Federação das Indústrias do Estado de Goiás, Senai e Instituto Euvaldo Lodi com apoio da Central de Associações de Produtores Rurais, Agência Rural, Sebrae, Secretaria de Planejamento e prefeitura de Luziânia. O projeto conta com recursos da ordem de R$ 330 mil, para atender 40 associações rurais que representam mais de 2 mil produtores rurais.

## Comércio

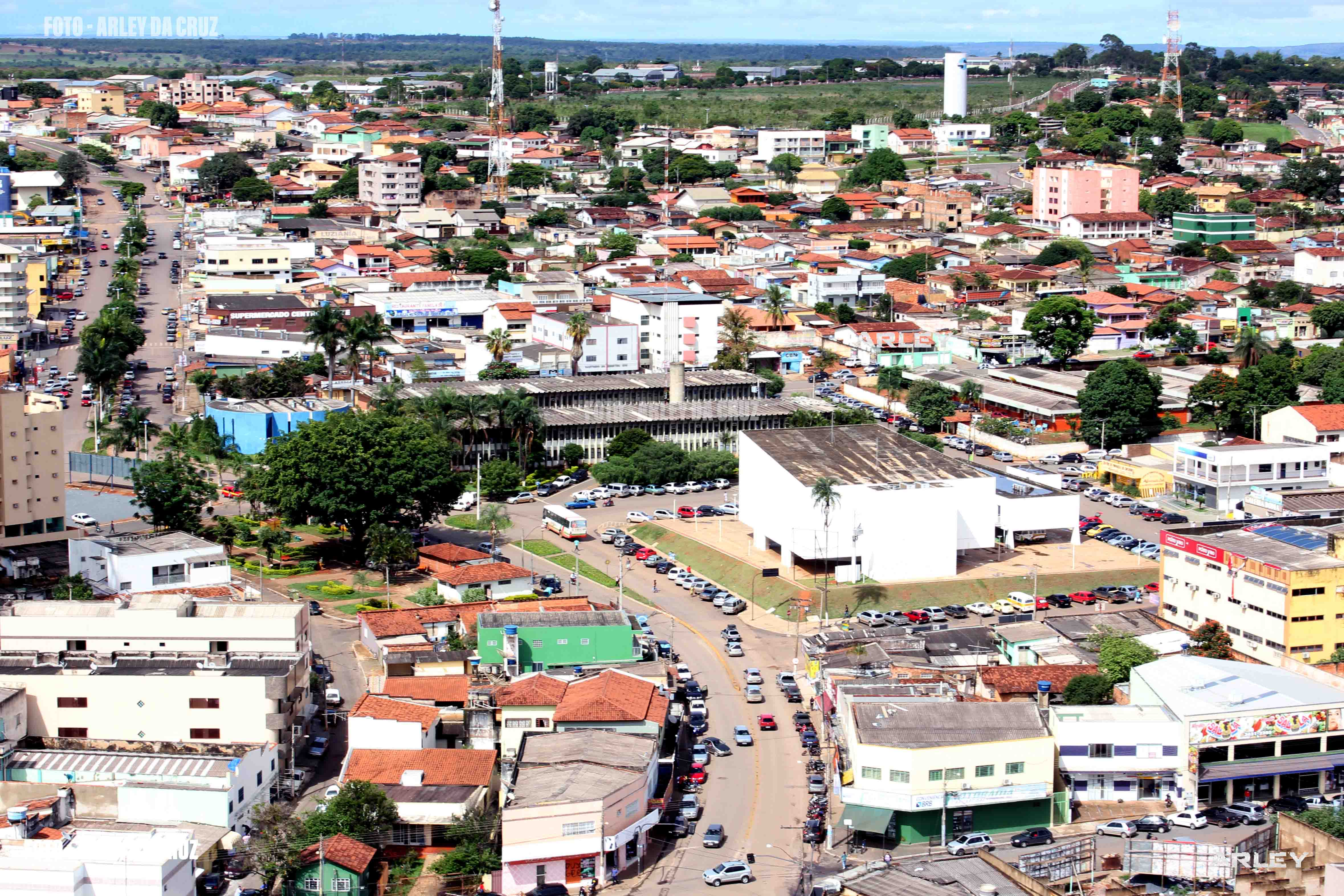
Vista aérea do centro de Luziânia Goiás, Rua do Comércio, Centro de Convenções e Prefeitura Municipal

Luziânia possui um dos comércios mais dinâmicos e promissores do Entorno. Atualmente registra-se no município mais de 4 mil estabelecimentos comerciais de diversos produtos ou serviços. O setor de alimentos e bebidas representa 15% (por número de estabelecimentos) do comércio, sendo o ramo mais participativo.  Com a inauguração do "Luziânia Shopping", em 31 de maio de 2012, o comércio na região cresceu consideravelmente. Com um novo espaço de entretenimento, a população poderá usufruir de maior comodidade, praticidade e lazer no próprio município, sem a necessidade de se deslocar para outras cidades, especialmente a capital federal, Brasília.
Em breve será instalado um mega empreendimento na cidade goiana, o Alvorada Power Center (em construção). Quando concluído será o maior Shopping Center da América Latina, ultrapassando em Área Bruta Locável (ABL) o Centro Comercial Leste Aricanduva em São Paulo (atualmente o maior da América Latina).
As empresas Mirante Luziânia Empreendimentos Imobiliários S/A e São Tiago Empreendimentos Imobiliários e Participações Ltda. são as responsáveis pela implantação do Centro Comercial.
Luziânia também conta com grandes redes de supermercados como o Atacadão Dia a Dia, Costa Atacadão e Nossa Kaza. A cidade também abriga a Goiás Verde Alimentos, uma grande exportadora de grãos e enlatados.
O Luziânia Shopping foi inaugurado em 31 de maio de 2012, atendendo a necessidade dos habitantes de possuir em sua própria cidade um shopping center para que estes não tenham que se locomover para as cidades vizinhas como Valparaíso de Goiás e Brasília. O shopping de Luziânia possui uma moderna arquitetura, integrada a dois edifícios residenciais. Várias lojas de diversos produtos e serviços funcionam no prédio que possui três pisos. Marisa e as Lojas Americanas são exemplos de estabelecimentos que funcionam no local. O  CineX garante aos frequentadores a exibição de filmes lançamentos (estrangeiros e nacionais). Conta também com o Corumbá Shopping.

## Segurança

#### Estatísticas
A cada mil jovens de 12 a 18 anos do município, 5,4 morrem assassinados (o maior Índice de Homicídios na Adolescência da Região Centro-Oeste) e apenas 10,7% dos homicídios e latrocínios registrados pela polícia do município de janeiro de 2009 a fevereiro de 2010 foram solucionados.

#### Violência e a intervenção da Força Nacional
Em suma, Luziânia ainda é considerada uma cidade violenta, sobretudo nas áreas mais afastadas do centro da cidade (onde o policiamento é menos ostensivo). Contudo, houve considerável melhoria com a entrada da Força Nacional no município, diminuindo, mesmo que de modo incipiente, o índice de violência. Ainda assim há muito a se fazer, e, neste processo, é mister o aumento e o treinamento sistemático do contingente policial; além, é claro, de uma presença mais eficaz dos órgãos relacionados à segurança pública, conforme já ressaltado. Estas ações, seja na área de segurança ou no âmbito educacional, têm papel fundamental na consolidação de Luziânia como um município promissor na região .

## Educação
No que tange ao ensino superior, possui um campus da Universidade Estadual de Goiás, que oferece os cursos de Administração e Pedagogia,  além do Unidesc (Centro Universitário de Desenvolvimento do Centro-Oeste), sendo o Unidesc uma entidade privada. Possui também um campus do Instituto Federal de Goiás, o IFG, que proporciona cursos técnicos integrados ao Ensino Médio nas seguintes áreas: edificações, química e informática para internet. Além disso, o IFG detém a autarquia de uma faculdade, fornecendo cursos superiores de Licenciatura em Química e Bacharelado em Sistemas de Informação.
No que se refere ao ensino médio e ao ensino fundamental, destacam-se os colégios públicos CEMAS (Colégio Estadual Maria Abadia Salomão), Colégio Estadual Dona Torinha, Colégio Cônego Ramiro, Colégio Estadual Alceu de Araújo Roriz e Escola Municipal São Caetano, cujas notas no Ideb (Índice de Desenvolvimento da Educação Básica) foram as mais satisfatórias do município, embora ainda distantes do ideal. Igualmente, colégios particulares de reconhecida qualidade pedagógica são o Vovó Olívia, o Dinâmica e o Santa Luzia.

## Esporte
Luziânia possui um clube profissional de futebol, a Associação Atlética Luziânia, que disputa a 1ª divisão do Campeonato Brasiliense de Futebol. A principal praça de esportes da cidade é o estádio "Serra do Lago", cuja capacidade é de 21.564 pessoas. O time conquistou o Campeonato Brasiliense de 2014, ganhando acesso à Série D do Campeonato Brasileiro. No ano de 2016, a Associação Atlética Luziânia conquistou seu segundo título, de forma invicta, do campeonato brasiliense.

## Turismo e cultura
Seus pontos Turísticos mais conhecidos são a Igreja do Rosário, Igreja Matriz, Cruz do Desbravador, Academia de Letras e Artes do Planalto, Casa da Cultura, Estátua do Cristo, Praça das Três Bicas, Praça Evangelino Meireles, Flutuante Porto do Vale (Lago Corumbá IV), Vale dos Pássaros Resort Fazenda, Hotel Fazenda do Tacho, Cachoeira Águas Claras (mais conhecida como Cachoeira do R$ 1,00, agora com o valor de R$8.00) e atualmente construído com a assinatura de Oscar Niemeyer o Centro de Cultura e Convenções.

#### Igreja deNossa Senhora do Rosário
Considerada o principal símbolo da cidade, a igreja situa-se no bairro do Rosário, próximo ao centro da cidade. A igreja foi edificada no Século XVIII por escravos. Rumores populares afirmam que embaixo do solo da igreja estão as covas onde foram enterrados os trabalhadores escravos que participaram na construção da igreja. A Cruz do Desbravador se localiza logo à frente da igreja.

#### Igreja Matriz
A atual Igreja Matriz da cidade começou a ser edificada em 1765, sendo inaugurada em 1767, mesmo sem ter sido finalizada. Sua construção partiu da necessidade da população de possuir um templo religioso com as proporções de uma matriz. Outro fator é que naquela época os brancos não se misturavam com os negros que frequentavam a Igreja do Rosário.
A igreja está situada na região central da cidade, na Praça da Matriz, uma das regiões mais nobres do municípios. A igreja também é considerada um símbolo municipal.

#### Casa da Cultura
A Casa da Cultura se localiza na rua do Rosário. Abriga um significativo acervo de objetos usados no passado, fotografias e também produções de artistas que retrataram a cultura da cidade e suas tradições antigas através de obras de inestimável valor histórico.

#### Praça das Três Bicas
O artesanato de grande expressão regional transmite toda a cultura nativa das terras tipicamente goianas, que vem desde o ciclo do ouro e das grandes fazendas de agricultura de subsistência e pecuária extensiva. Retrata toda uma complexa cultura local, deixando sempre a evidência de nele participar a unidade familiar. A Praça das Três Bicas fica na região central, na área mais nobre da cidade.

#### Centro de Cultura e Convenções

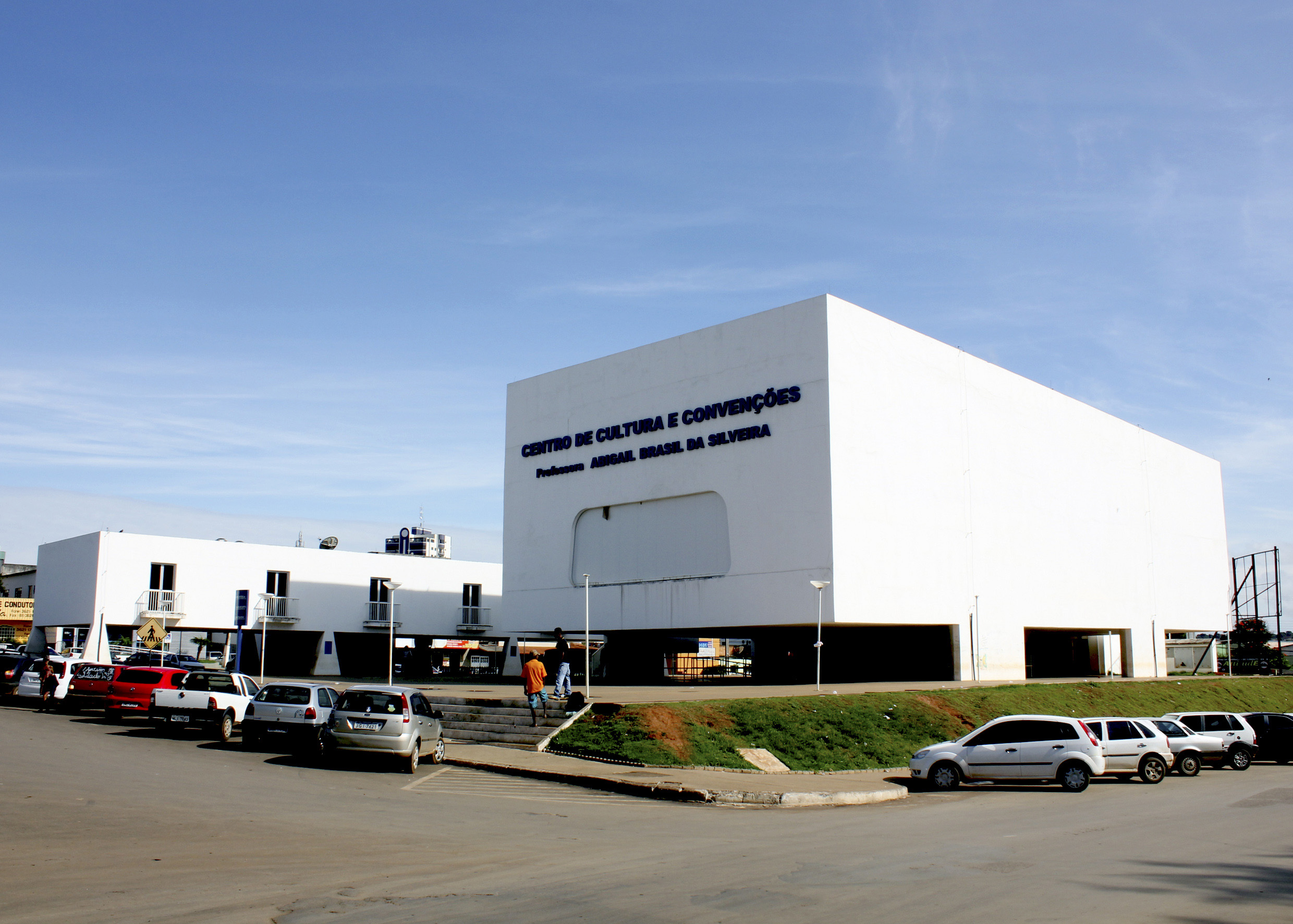
Centro de convenções de Luziânia Goiás

O Centro de Cultura e convenções também  está localizado no centro da cidade. No prédio funcionam uma biblioteca, um cinema e auditório.

### Parque Ecológico

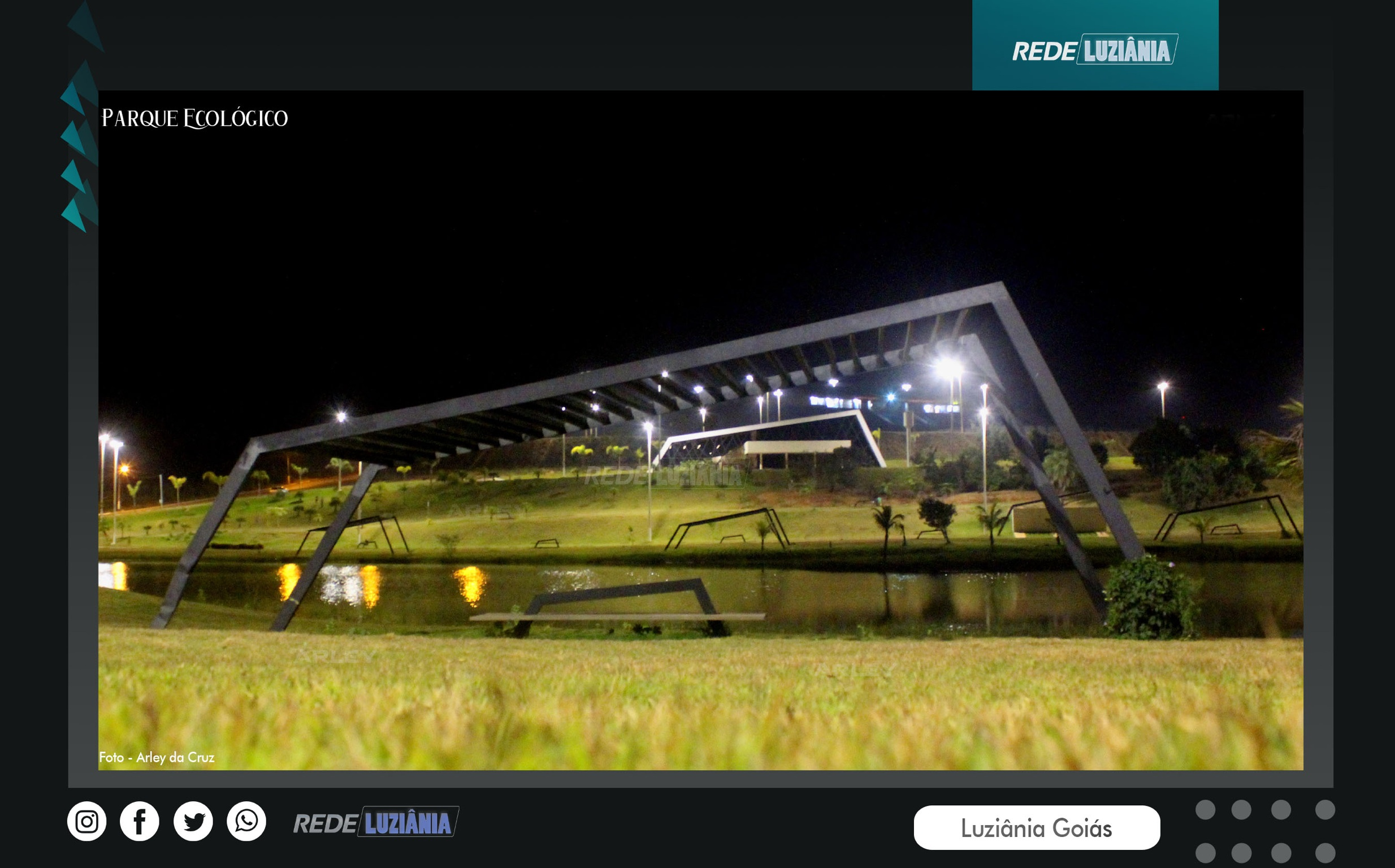

O parque é um lugar agradável, com paisagens verdes, fauna e flora, propício para desenvolver atividades que trazem diferentes benefícios psicológicos, sociais e físicos à saúde dos moradores, como a redução do sedentarismo e amenizar o estresse do cotidiano urbano.

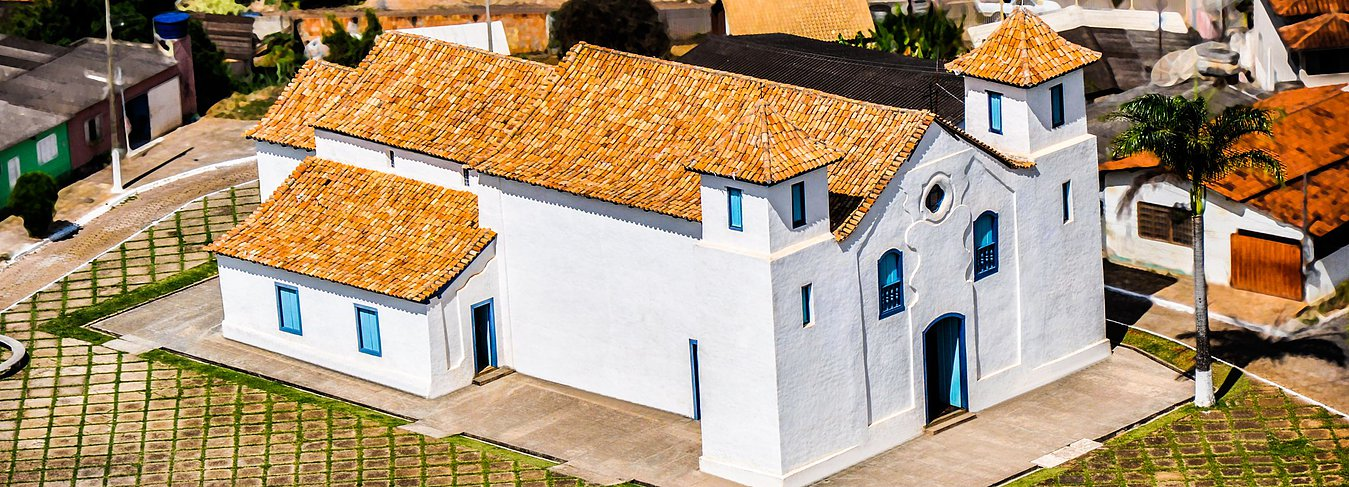
Fotografia aérea da Igreja do Rosário.

### Religião
O catolicismo pode ser considerado a principal religião do município, visto que historicamente Luziânia evoluiu baseado na crença católica, deixando de herança a tradição e a cultura religiosa para os tempos atuais. No entanto, o protestantismo tem crescido rapidamente e representa grande parte da população luzianiense, com inúmeras igrejas e diversas denominações que ganham cada vez mais espaço na cidade. Há também outras religiões que predominam com menos intensidade na população do município, como o espiritismo, por exemplo. Portanto, é correto afirmar que não há em Luziânia uma religião majoritariamente dominante, sobretudo é inegável a importância da religião católica na evolução histórica e cultural do município.

## Comunicações

### Televisão
Em Luziânia está a sede de uma das emissoras de TV da Rede Anhanguera, afiliada à Rede Globo, a TV Anhanguera Luziânia, que opera no canal 16 UHF em sinal digital desde agosto de 2010. O sinal da emissora atende a Microrregião do Entorno do Distrito Federal.
Geradora
- TV Anhanguera Luziânia - canal UHF 16 (22.1) digital - Rede Globo

Retramissoras
- RecordTV Brasília - canal UHF 22 (8.1) digital - RecordTV
- TV Serra Dourada - canal UHF 39 (38.1) digital - SBT
- Rede Vida - canal UHF 41 (41.1) digital
- TV Canção Nova - canal UHF 42 (42.1) digital
- RIT - canal UHF 45 (45.1) digital

### Site de Notícias
«Notícias de Luziânia»

### Rádio
Luziânia possui quatro estações de rádio, sendo uma delas direcionada à capital federal.
- 90.9 — Supra FM
- 92.9 — Boas Novas Brasília (Rádio Deus é Amor)
- 98.1 — Faixa comunitária (Luziânia FM)
- 103.5 — 103 FM

## Política e administração

### Prefeitura e Poder Executivo
O atual prefeito de Luziânia é Diego Vaz Sorgatto (União Brasil), sendo eleito prefeito de Luziânia nas eleições municipais de 2020 e assumindo o cargo em 01 de janeiro de 2021.

### Câmara Municipal
A Câmara Municipal de Luziânia é composta por 21 parlamentares. Conta com 13 departamentos que auxiliam no funcionamento da casa. Atualmente, na Câmara contém 12 comissões, todas permanentes.

### Serviços públicos

#### Transporte coletivo
Luziânia possui a Catedral Urbano que opera dentro do município, atende a população de Luziânia e Jardim Ingá. Para o transporte regional que integra Luziânia ao restante da região do entorno do Distrito Federal, Luziânia conta com a Central Expresso.
A precariedade do serviço e as altas tarifas cobradas pelas empresas de transporte são muitas vezes denunciadas pela população, que constantemente tem gerado manifestações populares não só em Luziânia mas nas demais cidades do entorno do DF.

#### Transporte rodoviário
Luziânia possui uma rodoviária interestadual tendo como principal destino a capital goiana, além de Catalão e Caldas Novas. Estas são algumas empresas de viagens que atuam em Luziânia: Transleles Transporte e Turismo, Emtram – Empresa de Transportes Macaubense, Expresso Araguari e outras diversas empresas.

### Saúde
A rede pública de saúde é composta por:
- 03 hospitais públicos: o CAIS, o Hospital Estadual de Luziânia e o Hospital Municipal do Jardim Ingá;
- 02 Unidade de Pronto Atendimento (UPA);
- 01 Clínica de Especialidades;
- 01 Clínica de Psicologia;
- 20 centros de saúde e 17 Unidades Básicas de Saúde (UBS) em construção;
- 01 Centro de Atenção Psicossocial - CAPS

Em relação à rede privada de saúde a cidade conta 01 hospital - Hospital Santa Luzia - e 01 policlínica - Policlínica Luziânia. Há várias clínicas particulares no município.

#### Casos de dengue
Em Luziânia, registra-se um dos mais altos índices de casos dengue do estado de Goiás e de todo o Brasil. Em 2014, o município ocupou a 2ª posição no ranking estadual de número de casos de dengue, ficando atrás apenas da capital, Goiânia, além de estar também entre as cidades com mais casos da doença em todo Brasil, segundo o levantamento feito pelo Ministério da Saúde em 2014.
Em 2016, o município continua apresentando elevado número de casos de dengue, registrando 140 casos somente na primeira quinzena do mês de janeiro, deixando governo municipal e estadual em alerta mais uma vez.

## Bairros, setores e distritos[19][20]
- Centro
- Chácaras Marajoara
- Chácaras Saia Velha
- Chácaras Vale da Canção
- Chácaras Vera Cruz
- Cidade Esperança
- Cidade Industrial Fracaroli
- Cidade Jardim Marília
- Cidade Osfaya
- Diogo Machado de Araújo
- Distrito Industrial de Luziânia (DIAL)
- Engenheiro Jofre Parada
- Jardim América
- Jardim Bandeirantes
- Jardim Brasília Sul
- Jardim Central
- Jardim Cerejeira
- Jardim do Ingá
- Jardim do Ingá Gleba B
- Jardim Europa
- Jardim Flamboyant
- Jardim Jóckei Clube (Ipê)
- Jardim Luzília
- Jardim Planalto
- Jardim Sion
- Jardim Umuarama
- Jardim Zuleika
- Luzília Parque
- Mansões Campinas
- Mansões de Recreio Estrela Dalva II
- Mansões de Recreio Estrela Dalva IV
- Mansões de Recreio Estrela Dalva V
- Mansões de Recreio Estrela Dalva VI
- Mansões de Recreio Estrela Dalva VII
- Mansões de Recreio Estrela Dalva VIII
- Mansões Recreio Casa de Telha
- Parque Alvorada I
- Parque Alvorada II
- Parque Alvorada III
- Parque Belo Horizonte
- Parque Cruzeiro do Sul
- Parque da Saudade
- Parque do Cerrado
- Parque Estrela Dalva I
- Parque Estrela Dalva II
- Parque Estrela Dalva III
- Parque Estrela Dalva IV
- Parque Estrela Dalva V
- Parque Estrela Dalva VII
- Parque Estrela Dalva VIII
- Parque Estrela Dalva IX
- Parque Estrela Dalva X
- Parque Industrial Mingone I
- Parque Industrial Mingone II
- Parque Industrial São José
- Parque Inspiração
- Parque Jardim São Paulo
- Parque JK
- Parque Nova Iguaçu
- Parque Paulistano
- Parque Residencial Faro
- Parque Roosevelt
- Parque Santa Fé
- Parque São Judas Tadeu
- Parque São Sebastião
- Parque Sol Nascente
- Parque Três Poderes
- Residencial Alto das Caraíbas
- Residencial Copaíbas
- Rosário
- Santa Edwiges
- Santa Luzia
- São Caetano
- Setor Aeroporto
- Setor Fumal
- Setor Leste
- Setor Mandu
- Setor Mandu II
- Setor Norte
- Setor Norte Maravilha
- Setor Presidente Kennedy
- Setor Sul II
- Setor Viegas
- SHIS
- Vila Esperança
- Vila Guará
- Vila Juracy
- Vila Marília
- Vila Portuguesa
- Vila Roriz
- Vila Santa Luzia
- Vila Santa Marta
- Vila São José

Zona rural
- Maniratuba
- Povoado Americanos
- Povoado Araras
- Povoado Cedro
- Povoado Cruzeiro
- Povoado Mandiocal
- Povoado Samambaia
- Povoado Surucucu
- Povoado Taquaral
- Povoado Três Vendas